# Municipio de Fremont (condado de Butler)
El municipio de Fremont (en inglés: Fremont Township) es un municipio ubicado en el condado de Butler en el estado estadounidense de Iowa. En el año 2010 tenía una población de 327 habitantes y una densidad poblacional de 3,42 personas por km².

## Geografía
El municipio de Fremont se encuentra ubicado en las coordenadas 42°51′48″N 92°36′52″O / 42.86333, -92.61444. Según la Oficina del Censo de los Estados Unidos, el municipio tiene una superficie total de 95.64 km², de la cual 95,6 km² corresponden a tierra firme y (0,03 %) 0,03 km² es agua.

## Demografía
Según el censo de 2010, había 327 personas residiendo en el municipio de Fremont. La densidad de población era de 3,42 hab./km². De los 327 habitantes, el municipio de Fremont estaba compuesto por el 99,39 % blancos, el 0,31 % eran asiáticos y el 0,31 % eran de una mezcla de razas. Del total de la población el 0 % eran hispanos o latinos de cualquier raza.